# Falk Gøye
Falk Gøye til Hvidkilde (født 8. januar 1602 på Skørringe, død 17. september 1653 i Odense) var en dansk godsejer, lensmand, landkommissær og hofmester på Sorø Akademi. Navnet bliver også stavet Falk Gjøe.
Falk Gøye var søn af Henrik Gøye til Tureby (1562-1611) og Birgitte Brahe (1576-1619). Han er bror til Anne Gøye og Mette Gøye. Da hans far døde i 1611, stod Holger Rosenkrantz (1574-1643) på Rosenholm, som var gift med hans mors søster Sophie Axelsdatter Brahe, for hans opdragelse. Han blev samme år sendt til udlandet på et længere ophold. Han studerede flere steder, blandt andet på universiteterne i Giessen og Strasbourg. Fra 1620 boede han i noget tid Leiden hos historikeren Johannes Meursius. Senere var han hofjunker hos hertugen af Nevers. Han tilsluttede sig Christian 4.s hær og deltog i slaget ved Lutter am Barenberg i 1626.
Han blev gift i 1628 med Karen Bille (1598-1670) som var datter af Markvard Jensen Bille til Hvidkilde (1568-1631) og Susanne Brockenhuus. (1575-1606). Som medgift fik han herregårdene Hvidkilde og Nakkebølle på Fyn. Han arvede en part i Gammel Køgegård på Sjælland i 1635 og købte senere hele gården som han solgte igen i 1641 til Christen Skeel Albretsen. Han ejede også Lejholm på Fyn i en periode.
Falk Gøye blev valgt til landkommissær for Fyn i 1639 og genvalgt i 1646.
Da hans morbror Tyge Brahe blev bisat i Sankt Knuds Kirke i Odense i 1640, gjorde han sig bemærket da han sammen med sin bror Otte Gøye protesterede mod en tredje bror, Eskild Gøyes, udtalelse om at arvingerne ikke skulle modtage arven før dødsboets kreditorer var tilfredsstillede.
Han blev i 1649 hofmester på Sorø Akademi og lensmand på Børglum kloster. Han udvidede akademiets bibliotek og sørgede for en ny bygning til bibioteket. Han indførte også daglige bibellæsninger og nye bønner, samt stræbte efter at øge akademiets indtægter. Gøye solgte også sine egne varer til Akademiet med stor profit. Han blev skarpt kritiseret i 1652 af Georg Witzleb som teologisk professor på akademiet.
Gøye døde i Odense i 1653 og er begravet i Sorø. En revision i 1666 fandt fejl i hans regnskaber som landkommissær og førte til et krav mod hans enke, som dog blev droppet igen.
Falk Gøye blev udnævnt til ridder i 1648. Han er far til Marcus Gøye og Susanne Gøye.